# Gospić
Gospić (v srbské cyrilici Госпић) je město v Chorvatsku, administrativní centrum Licko-senjské župy, ležící na řece Lika v krasové oblasti. Žije zde  12 980 obyvatel, převážně Chorvatů (93 %). Ještě v roce 1991 zde žilo 31 % Srbů.

## Geografické poměry
Město se rozkládá v rovinaté krajině v nadmořské výšce přibližně 550 m n. m. v krasovém Ličském polji. Protéká ním řeka Novčica. Gospić se nachází 48 km severně od Zadaru, 50 km jihozápadně od Bihaće v Bosně a Hercegovině a 61 km jihovýchodně od města Senj na pobřeží Jaderského moře.

## Historie
První zmínka o souvislém osídlení pochází z roku 1263, tehdy ještě pod názvy Kaseg či Kasezi. Dnešní jméno Gospić je poprvé zmíněno v roce 1604; pochází z chorvatského výrazu pro dámu (Gospa). Když se města zmocnila vojska Osmanské říše, postavili zde Turci dvě vojenské pevnosti. Vzhledem k horskému charakteru okolní krajiny se místní obyvatelstvo dlouhodobě živilo pastevectvím. 
Koncem 17. století byli ale vypuzeni a město se stalo administrativním centrem regionu Lika. V rámci Dalmácie pod rakouskou nadvládou se Gospić stal jedním z měst tzv. Vojenské hranice.
Roku 1729 tu vznikla první škola, později vznikla i škola německá a dívčí. V 19. století byly vybudovány nové mosty a od roku 1921 má město spojení i se železnicí.
Městem zmítaly boje během chorvatské války za nezávislost v 90. letech 20. století. Místní srbské obyvatelstvo se zde vzbouřilo proti chorvatským úřadům. Východně od města procházela hranice se vzbouřeneckou Republikou Srbská Krajina. Frontová linie východně a jižně od města byla zaminovaná. Srbští povstalci svedli bitvu o město, ale neobsadili jej.
16.–18. října 1991 proběhl 11 km od města masakr, při kterém chorvatští vojáci povraždili asi 100 Srbů. Ještě před chorvatskou válkou za nezávislost žilo v Gospići okolo devíti tisíc obyvatel, po válce se tento počet snížil na zhruba šest tisíc. Z původních zhruba tří tisíc Srbů zůstalo v Gospići asi jen pět stovek.

## Doprava
Město Gospić se nachází na hlavních dopravních tazích. Východně od něj je vedena dálnice A1, která směřuje na sever do Záhřebu a na jih do Zadaru. V obdobném směru je vedena i jednokolejná železniční trať. Nádraží je umístěno na jihovýchodním okraji Gospiće, u silnice č. D50 směrem do Gračace. Další hlavní silnice I. třídy směřují do měst Karlobag na pobřeží Jaderského moře a Peručace na sever. 

## Turistika
V blízkosti Gospiće se nachází řada turisticky atraktivních lokalit, mezi které patří např. národní Park Paklenica nebo pohoří Velebit.

## Osobnosti
- Ante Starčević (1823–1896), chorvatský politik, novinář a spisovatel, místní rodák
- Vilém Steinmann (1840–1905), český klasický filolog, místní rodák
- Nikola Tesla (1856–1943), srbský fyzik, narodil se 7 km západně od Gospiće v obci Smiljan

## Partnerská města
- Sieradz, Polsko